# Jaskinia Lodowa Krakowska
Jaskinia Lodowa Krakowska – jaskinia w Dolinie Kościeliskiej w Tatrach Zachodnich. Wejście do niej znajduje się na wschodnim zboczu górnej części Wąwozu Kraków, w stoku Mechów, poniżej jaskini Szczelina nad Lodową, a nad Szczeliną pod Lodową, na wysokości 1570 metrów n.p.m. Długość jaskini wynosi 25 metrów, a jej deniwelacja 6 metrów.

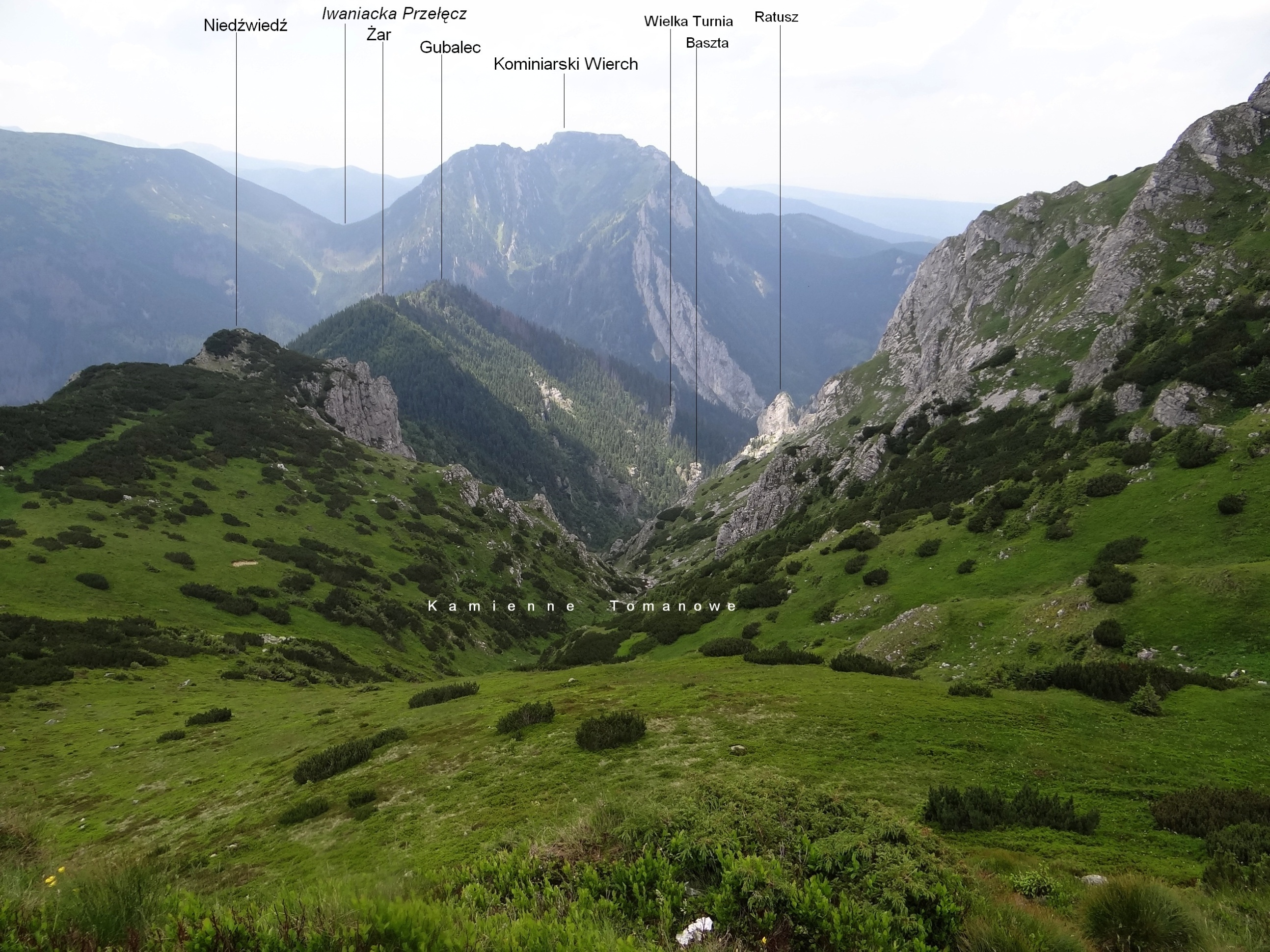
Widok na górną część Wąwozu Kraków

## Opis jaskini
Główny ciąg jaskini to 16-metrowy korytarzyk idący od otworu wejściowego do zawaliska. Odchodzą od niego dwa boczne, niewielkie ciągi. Pierwszy zaczyna się parę metrów od otworu i tworzy go 2-metrowa studzienka. Drugi odchodzi w górę z korytarzyka 10 metrów od otworu i kończy się szczelinami dochodzącymi do powierzchni.

## Przyroda
W jaskini cały rok zalega śnieg i lód. Roślinność nie występuje.

## Historia odkryć
Jaskinię odkryli latem 1961 roku B. Goch i T. Paluszkiewicz z Krakowa.